# Garmin G3000
Le Garmin G3000 est un système de planche de bord tout écran avec écran tactile conçu par Garmin.

## Le système
Le Garmin G3000 est une évolution du Garmin G1000. Il se compose toujours de deux Primary Flight Display (PFD) et d'un Multi-Function Display (MFD). Deux petits écrans tactiles, ou Garmin Touch Control (GTC), ont été ajoutés sur la console centrale pour un contrôle plus intuitif. Un système d'icônes remplace ainsi toute une série de touches et molettes.
Le G3000 a été présenté le 19 octobre 2009.
Certains avions équipés du G3000 sont également dotés d'une automanette et de l'autoland d'urgence. L'autoland d'urgence permet à un avion de se poser de façon autonome. Cette fonctionnalité a remporté le Trophée Collier en 2020.
Le G3000 a également été dérivé en G2000 et G5000 puis G3000H et G5000H pour hélicoptères.
Le G3000 Prime est annoncé le 16 octobre 2024. Le système est plus puissant. L'interface utilisateur est revue en profondeur et tous les écrans sont désormais tactiles.

## Utilisations

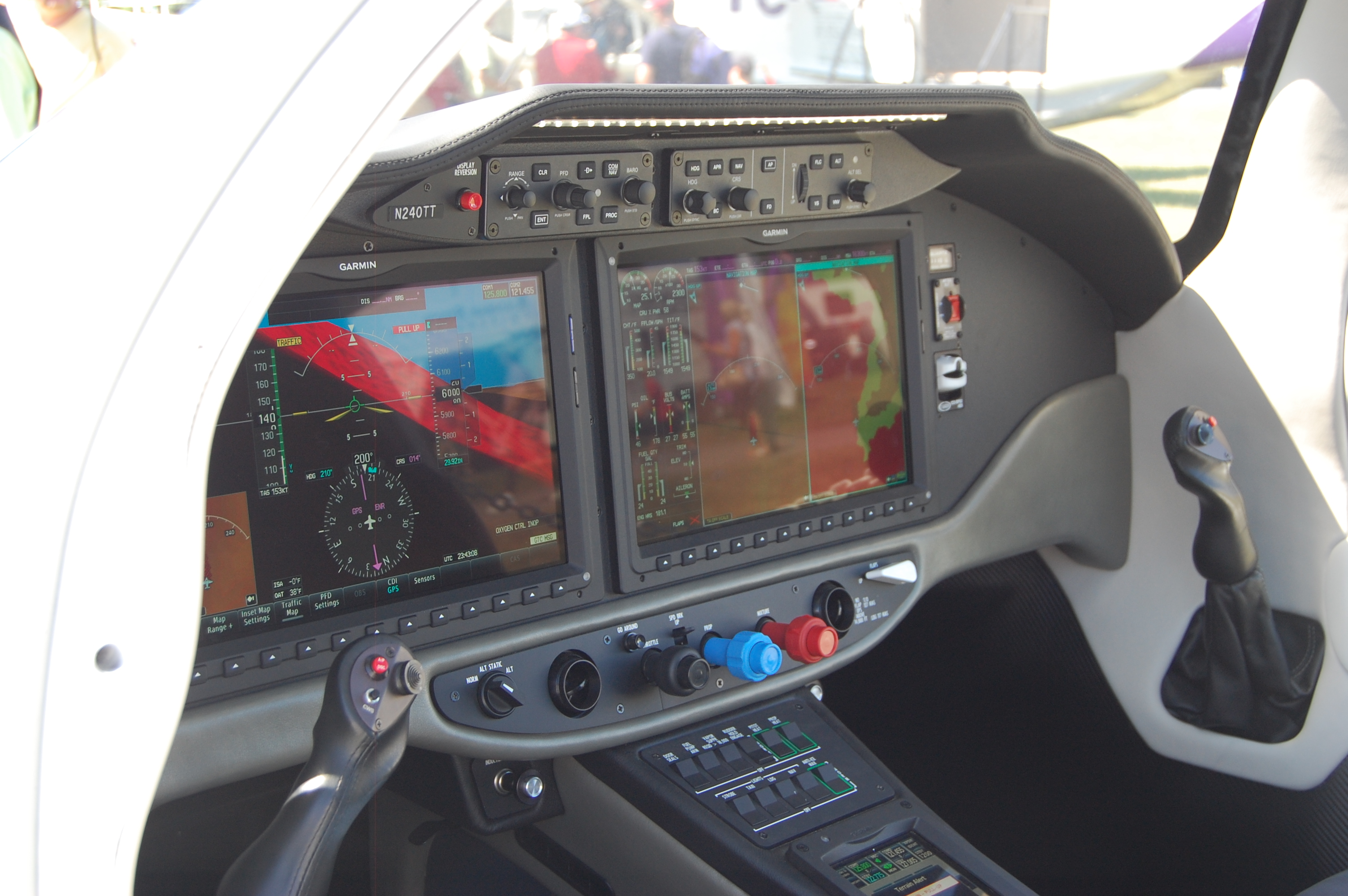
G2000 sur Cessna 400 Corvalis TTX

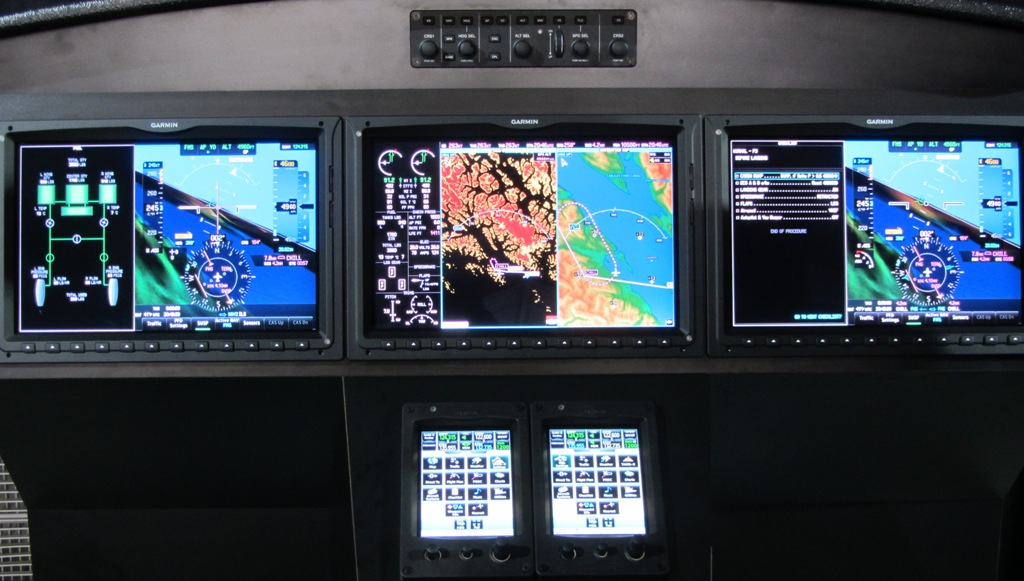
G3000 sur Honda HA-420 HondaJet

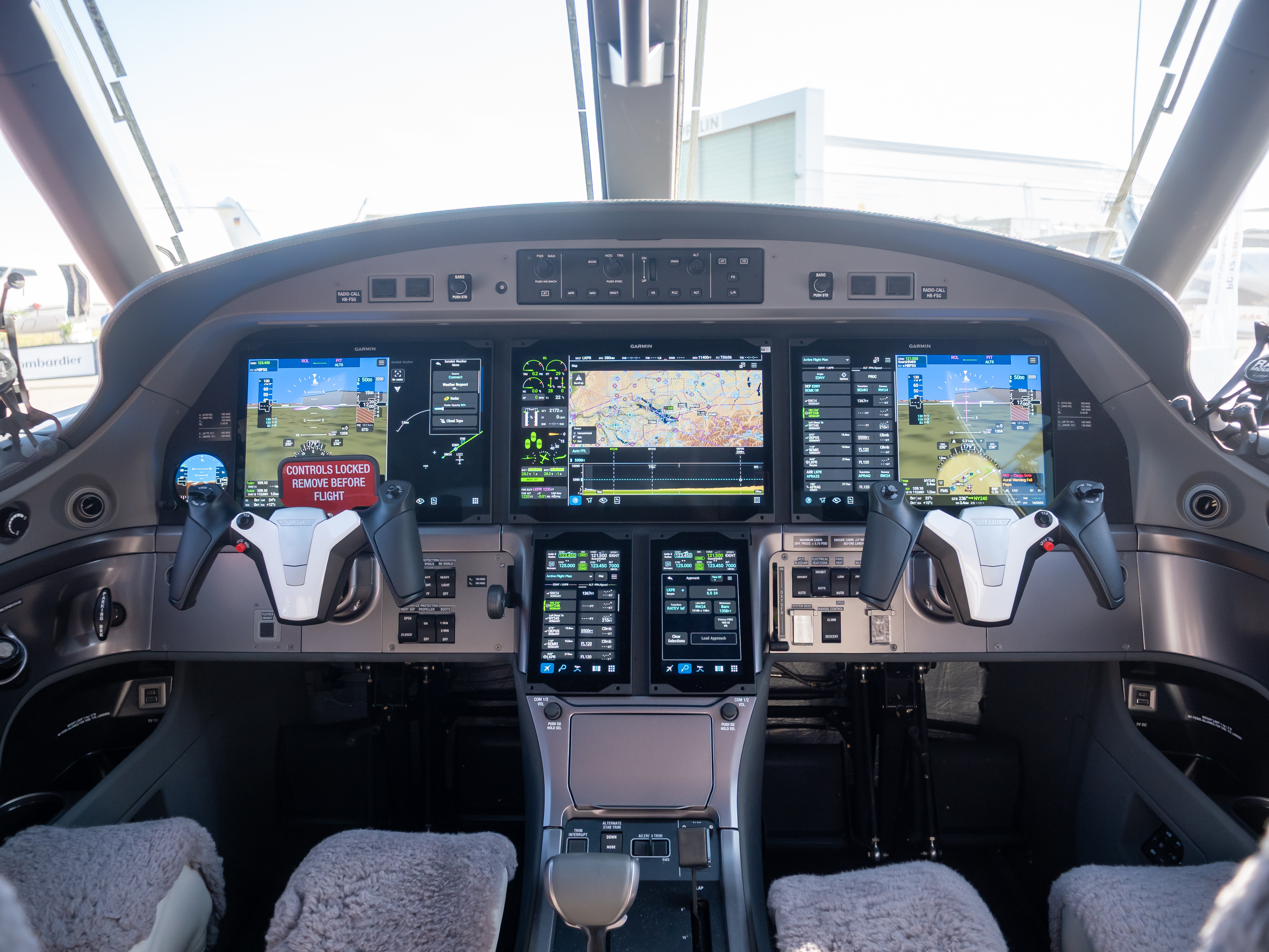
G3000 Prime sur Pilatus PC-12 PRO

Les G2000, G3000, G3000H, G5000 et G5000H sont utilisés sur les aéronefs suivants:
- G2000:
  - Cessna 400 Corvalis TTX
  - Cirrus SR20 G7 (Cirrus Perspective Touch+, dérivé du G2000)
  - Cirrus SR22 G7 (Cirrus Perspective Touch+, dérivé du G2000)

- G3000:
  - Beechcraft Denali
  - Cessna Citation M2
  - Cessna Citation CJ3+
  - Cessna Citation CJ4 Gen3
  - Cirrus Vision SF50 (Cirrus Perspective Touch, dérivé du G3000)
  - Daher-Socata TBM 930/940/960
  - Embraer Phenom 100EV (Prodigy Touch Flight Deck, dérivé du G3000)
  - Embraer Phenom 300 (Prodigy Touch Flight Deck, dérivé du G3000) (en option)
  - Honda HA-420 HondaJet
  - Pilatus PC-12 PRO
  - Piper PA-46 M600 et M700
  - Northrop F-5 Freedom Fighter, en rétrofit depuis 2019[3]

- G3000H:
  - Leonardo AW09

- G5000:
  - Cessna Citation X+
  - Cessna Citation Ascend
  - Cessna Citation Sovereign+
  - Cessna Citation Latitude
  - Cessna Citation Longitude
  - Hawker 400 (en retrofit[4])
  - Learjet 70/75

- G5000H:
  - Bell 525 Relentless